# Agoracritos

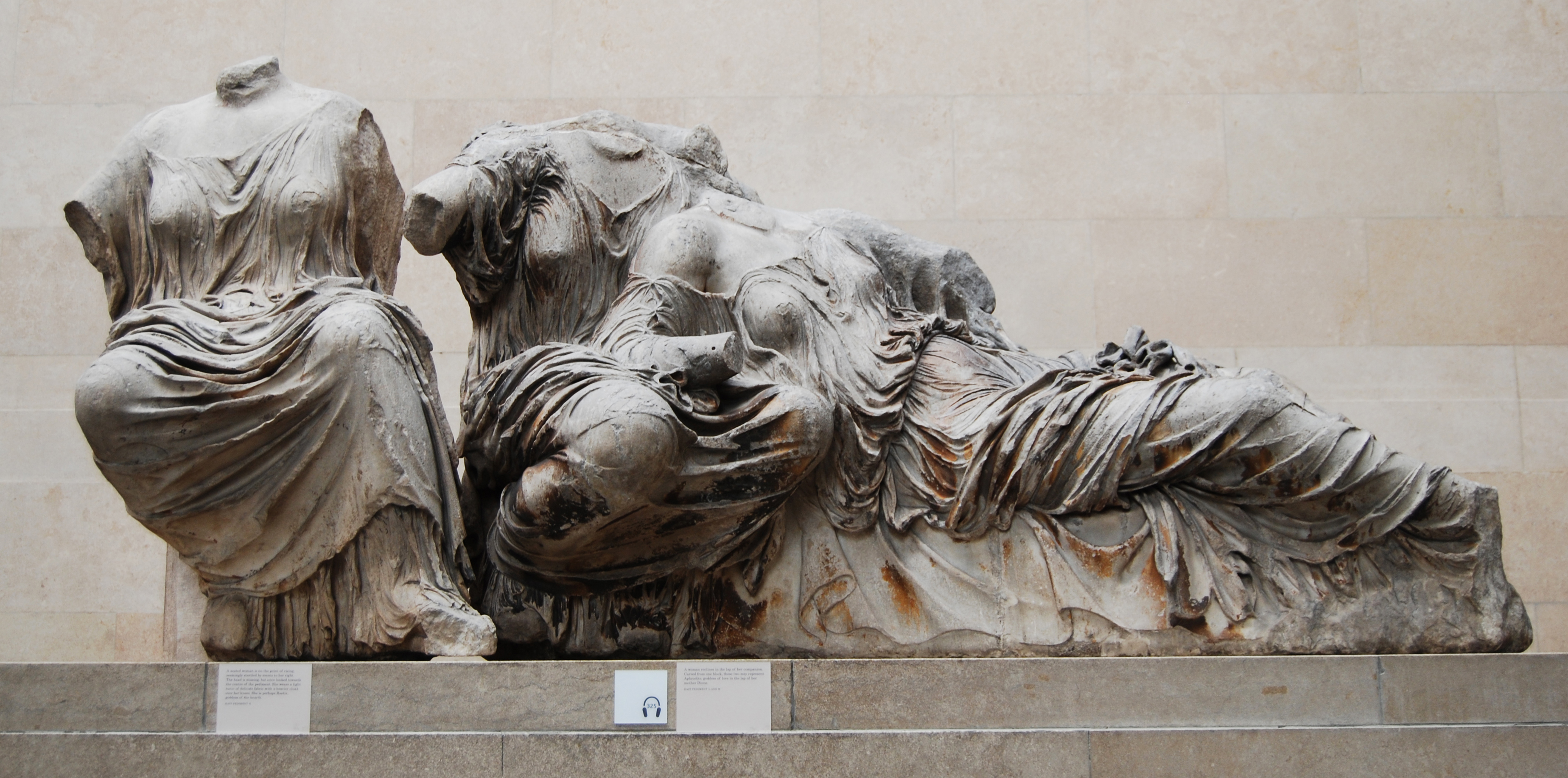
Les déesses K, L et M du fronton est du Parthénon, attribuées à Agoracritos.

Agoracritos était un sculpteur grec de la fin du Ve siècle av. J.-C. originaire de Paros.
Quatre de ses statues sont identifiées : un Zeus et une Athéna Itonia dans le temple de cette dernière à Athènes ; une Cybèle dans son temple à Athènes ; une Némésis dans son sanctuaire à Rhamnonte.
Disciple de Phidias, il travailla à Athènes sur le chantier des marbres du Parthénon. Les déesses K, L et M du fronton est du Parthénon lui sont le plus souvent attribuées.